# Laceno
Laceno is een plaats (frazione) in de Italiaanse gemeente Bagnoli Irpino, provincie Avellino, en telt ongeveer 300 inwoners.